# Chiksindogi, Koppal
Chiksindogi là một làng thuộc tehsil Koppal, huyện Koppal, bang Karnataka, Ấn Độ.